# American Warrior 3
Série American Ninja
Le Ninja blanc
(1989) Force de frappe
(1990)
Pour plus de détails, voir Fiche technique et Distribution.
American Warrior 3 (American Ninja 3: Blood Hunt) est un film américain réalisé par Cedric Sundstrom, sorti en 1989.

## Synopsis
Un célèbre terroriste sous le nom de « Cobra » a infecté Sean Davidson, le ninja américain, avec un virus mortel.

## Fiche technique
- Titre : American Warrior 3
- Autre titre français : American Ninja 3 : La Chasse sanglante
- Titre original : American Ninja 3: Blood Hunt
- Autre titre anglais : American Fighter 3
- Réalisation : Cedric Sundstrom
- Scénario : Gary Conway
- Musique : George S. Clinton
- Photographie : George Bartels
- Montage : Michael J. Duthie
- Production : Harry Alan Towers
- Société de production : Breton Film Productions, Cannon International et The Cannon Group
- Société de distribution : Cannon Film Distributors (États-Unis)
- Pays :  États-Unis,  Canada et  Afrique du Sud
- Genre : Action et drame
- Durée : 89 minutes
- Dates de sortie : 
  -  États-Unis : 24 février 1989

## Distribution
- David Bradley : Sean Davidson
- Steve James : Curtis Jackson
- Marjoe Gortner : « Le Cobra »
- Michele B. Chan : Chan Lee
- Yehuda Efroni : le général Andreas
- Calvin Jung : Izumo
- Adrienne Pearce : la secrétaire du ministre
- Evan J. Klisser : Dexter
- Grant Preston : le ministre de l'intérieur
- Mike Huff : Dr. Holger
- Eckard Rabe : le père de Sean
- Stephen Webber : Sean jeune

## Accueil
Le film a reçu un accueil défavorable de la critique. « Cart. » pour Variety a décrit le film comme un « film à l'aspect cheap » et que « Même pour ce type de film d'action classique, le scénario de Cedric Sundtrom est incroyablement médiocre et sa mise en scène des scènes de violence n'est guère meilleure ».
À l'instar des autres films de la série, le film est considéré comme un nanar et a fait l'objet d'une chronique sur Nanarland.